# Anton Archer

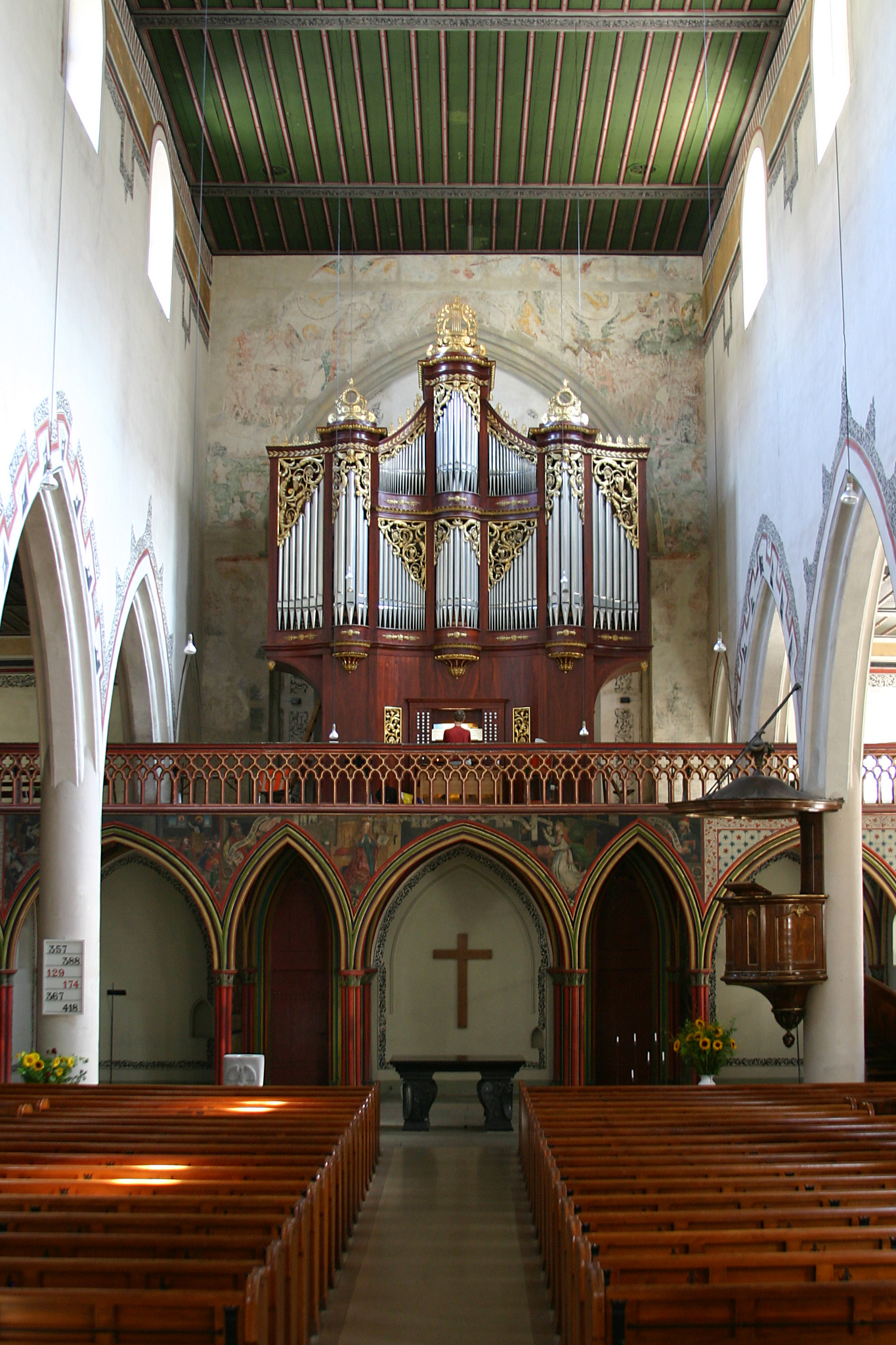
Chorlettner der Berner Dominikanerkirche. In den Zwickeln links und rechts der Mittelkapelle die Wappen Archer und Fränkli.

Anton Archer († 1505 in Bern) war ein bernischer Heerführer und Staatsmann.
Anton Archer war mit Margareta Fränkli, der Tochter des Berner Seckelmeisters Hans Fränkli, verheiratet. Ab 1455 sass er im bernischen Grossen Rat, ab 1462 war er Mitglied des Kleinen Rates, 1465 erster Landvogt von Bipp und 1473 Landvogt von Lenzburg, 1467 und 1474 Venner zu Pfistern und von 1477 bis 1503 Seckelmeister. Er war zudem Bannerhauptmann auf dem Waldshuter Zug 1468, in der Schlacht bei Héricourt 1474 und auf dem Waadtländer Zug von 1475.
Archer und seine Frau waren Angehörige der Berner Rosenkranzbruderschaft und stifteten die Bemalung des Chorlettners der Dominikanerkirche in Bern.